# Buninagara (Malausma)
Buninagara is een bestuurslaag in het regentschap Majalengka van de provincie West-Java, Indonesië. Buninagara telt 2718 inwoners (volkstelling 2010).